# Kós Károly Egyesülés
A Kós Károly Egyesülés 1989. december 10-én alakult meg Kaposváron.
Tágabb értelemben előzményének tekinthető a századforduló és századelő magyarországi és közép-európai szellemi-építészeti-társadalmi mozgalmainak egy része – szecesszió, antropozófia, Fiatalok építészcsoport, gödöllői művésztelep, Lechner Ödön – egészen a múlt századig, a 20. század folyamán ezek továbbérlelődése és mindenekelőtt Kós Károly élete és működése. Mindezek a felsorolt szellemi-építészeti csoportosulások – mozgalmak – személyek saját szellemi forrásterületüket részben a középkori európai kultúrában, részben annak keresztény eredetében, részben – elsősorban Magyarországon – az ősrégi, keleti eredetű, s az azt őrző magyar népi kultúrában jelölték meg, ezért elvileg mindeme forrásterületet is az Egyesülés előzményének lehet tekinteni, végtelenül kitágítva az előzmény, a történeti források fogalmát és határait.
2015-ben a Somogy Megyei Építészkamara emléktáblát avatott a kaposvári Dózsa György utca 21-es ház homlokzatán arra emlékezve, hogy 1989-ben itt alakult meg a Kós Károly Egyesülés.

## A Kós Károly Alapítvány
1990-ben alapította a Kós Károly Egyesülés. Az első két évben a külső támogatásokat szervezte, majd felvállalta az Egyesülés intézményeinek működtetését is. Az Alapítvány a kiadója és terjesztője az Országépítő című folyóiratnak.